# Liste der Pfarren im Dekanat Leoben
Das Dekanat Leoben war ein Dekanat der römisch-katholischen Diözese Graz-Seckau. Es ist im Zuge der diözesanen Strukturreform am 1. September 2020 in die Region Obersteiermark Ost übergegangen.

## Liste der Pfarren mit Kirchen, Kapellen und Seelsorgestellen
| Pfarre                          | Pfarrverband                                                         | Ink.   | Patrozinium Anbetungstag, Kirchweihtag                                                                          | Kirchen, Seelsorgestellen | Bild                           |
| ------------------------------- | -------------------------------------------------------------------- | ------ | --- | --- | ------------------------------ |
| Eisenerz                        | Eisenerz, Hieflau, Radmer                                            |        | Hl. Oswald, 5. August (Anbetungstag 4. Dezember, Kirchweihtag 2. Juli, Patronat Stadtgemeinde Eisenerz)         | Pfarrkirche Eisenerz Klosterkirche Maria von der immerwährenden Hilfe (Filialkirche), Filialkirche Mariä Geburt (Liebfrauenkirche), Messkapelle Hl. Kreuz auf dem Friedhof, Kreuzkapelle auf dem Gradstein, Kapelle Hl. Petrus auf dem Gradstein, St. Anna am Münzboden, Kapelle Mariä Heimsuchung im Kriechbaumhof, Kapelle St. Johannes Nepomuk im Gsoll, Kapelle Mariä Unbefleckte Empfängnis im Schloss Leopoldstein, Seelsorgszentrum Münichtal | Pfarrkirche St. Oswald         |
| Hieflau                         | Eisenerz, Hieflau, Radmer                                            |        | Hl. Johannes der Täufer, 24. Juni                                                                               | Pfarrkirche Hieflau Kapelle Wandau (Hieflau) Maria unter den sieben Linden | Pfarrkirche Hieflau            |
| Kalwang                         | Mautern, Kalwang, Kammern, Wald am Schoberpaß                        | Admont | Hl. Oswald, 5. August (Kirchweihtag 4. Mai)                                                                     | Pfarrkirche Kalwang Filialkirche Hl. Sebastian, Barbarakapelle im Pfarrhof | Filialkirche Klawang           |
| Kammern                         | Mautern, Kalwang, Kammern, Wald am Schoberpaß                        | Admont | Hl. Johannes der Täufer, 24. Juni                                                                               | Pfarrkirche Kammern Filialkirche St. Ulrich in Seiz | Pfarrkirche Kammern            |
| Kraubath                        | St.Michael in Obersteiermark, Kraubath, St.Stefan ob Leoben, Traboch | Admont | Hl. Georg, 23. April (Anbetungstag 19. März)                                                                    | Pfarrkirche Kraubath | Pfarrkirche St. Michael        |
| Leoben-Donawitz                 | Leoben-Waasen, Leoben-Donawitz, Leoben-Göß, Leoben-Hinterberg        |        | Hl. Josef, 19. März                                                                                             | Pfarrkirche Leoben-Donawitz | Pfarrkirche Leoben-Donawitz    |
| Leoben-Göß                      | Leoben-Waasen, Leoben-Donawitz, Leoben-Göß, Leoben-Hinterberg        |        | Hl. Andreas, 30. November (Anbetungstag 2. Februar, Kirchweihtag: Letzter Sonntag im Juni)                      | Pfarrkirche Leoben-Göss Filialkirche St. Erhard in Göß, Messkapelle Mariä Geburt in Kaltenbrunn, Kalvarienbergkapelle „Zum Heiland im Grabe“ | Pfarrkirche Leoben-Göss        |
| Leoben-Hinterberg               | Leoben-Waasen, Leoben-Donawitz, Leoben-Göß, Leoben-Hinterberg        |        | Hl. Schutzengel, 2. Oktober (Kirchweihtag 10. September)                                                        | Pfarrkirche Leoben-Hinterberg | Pfarrkirche Leoben-Hinterberg  |
| Leoben-Lerchenfeld              | Leoben-Lerchenfeld                                                   |        | Zum Hl. Geist, Pfingsten (Kirchweihtag 13. Oktober)                                                             | Pfarrkirche Leoben-Lerchenfeld Kapelle bei den Linden (Waltenbach), Kohlmaier-Kapelle | Pfarrkirche Leoben-Lerchenfeld |
| Leoben-St. Xaver                | Leoben-St. Xaver                                                     |        | Hl. Franz Xaver, 3. Dezember (Anbetungstag 2. Oktober, Kirchweihtag: 27. September)                             | St. Xaver zu Leoben Rektoratskirche St. Jakob zu Leoben, Filiale Redemptoristenkirche (Hl. Alfons von Liguori), Kapelle im Landesgericht, Barbarakapelle in der Katholischen Hochschulgemeinde (Montanuniversität) / Hochschuljugend Leoben (KHJ) | Kirche Sankt Xaver, Leoben     |
| Leoben-Waasen                   | Leoben-Waasen, Leoben-Donawitz, Leoben-Göß, Leoben-Hinterberg        |        | Mariä Himmelfahrt, 15. August (Anbetungstag Erster Adventsonntag, Kirchweihtag Erster Sonntag im Oktober)       | Pfarrkirche Leoben-Waasen Messkapelle Herz Jesu im Krankenhaus | Pfarrkirche Leoben-Waasen      |
| Mautern                         | Mautern, Kalwang, Kammern, Wald am Schoberpaß                        | Admont | Hl. Nikolaus, 6. Dezember (Anbetungstag 14. September, Kirchweihtag Samstag vor dem dritten Sonntag im Oktober) | Pfarrkirche Mautern Filialkirche Hl. Barbara (ehemalige Redemptoristenkirche), Kapelle Hl. Maria im Landespflegezentrum, Messkapelle Hl. Franz von Assisi bei den Schulschwestern, Messkapelle Hl. Magdalena am Kalvarienberg, Messkapelle Hl. Erlöser auf der Klosteralm | Pfarrkirche Mautern            |
| Niklasdorf                      | Niklasdorf, Proleb                                                   |        | Hl. Nikolaus, 6. Dezember (Anbetungstag 27. März, Kirchweihtag 21. November)                                    | Neue Pfarrkirche Niklasdorf Alte Pfarrkirche Niklasdorf | Pfarrkirche Niklasdorf         |
| Proleb                          | Niklasdorf, Proleb                                                   |        | Hl. Martin, 11. November                                                                                        | Pfarrkirche Proleb St. Veit-Gedenkkapelle am Veitsberg (Messkapelle), Köllacher Kapelle | Pfarrkirche Proleb             |
| Radmer                          | Eisenerz, Hieflau, Radmer                                            |        | Hl. Antonius von Padua, 13. Juni (Patronat: Gutsherrschaft Hohenberg)                                           | Pfarrkirche Radmer Messkapelle Hl. Barbara im Schloss Greifenstein | Pfarrkirche Radmer             |
| Sankt Michael in Obersteiermark | St.Michael in Obersteiermark, Kraubath, St.Stefan ob Leoben, Traboch |        | Hl. Michael, 29. September (Anbetungstag 28. November)                                                          | Pfarrkirche St. Michael in Obersteiermark Filialkirche Hl. Walburgis | Pfarrkirche St. Michael        |
| St. Peter-Freienstein           | Trofaiach, St.Peter-Freienstein, Vordernberg                         |        | Hl. Petrus, 29. Juni                                                                                            | Pfarrkirche St. Peter-Freienstein Filialkirche Maria Sieben Schmerzen auf Freienstein, Messkapelle St. Barbara im Tollinggraben, Messkapelle Hl. Maria in Edling | Pfarrkirche St. Peter          |
| St. Stefan ob Leoben            | St.Michael in Obersteiermark, Kraubath, St.Stefan ob Leoben, Traboch |        | Hl. Stefan, 26. Dezember (Anbetungstag 15. März, Kirchweihtag erster Sonntag im September)                      | Pfarrkirche St. Stefan ob Leoben Filialkirche St. Nikolaus in Hinterlobming | Pfarrkirche St. Stefan         |
| Traboch                         | St.Michael in Obersteiermark, Kraubath, St.Stefan ob Leoben, Traboch |        | Hl. Nikolaus, 6. Dezember (Anbetungstag: 12. Mai)                                                               | Pfarrkirche Traboch | Pfarrkirche Traboch            |
| Trofaiach                       | Trofaiach, St.Peter-Freienstein, Vordernberg                         |        | Hl. Rupert, 24. September (Anbetungstag 3. September)                                                           | Pfarrkirche Trofaiach Filialkirche Zur hl. Dreifaltigkeit (Kuratbenefizium Trofaiach), St. Anna im Gößgraben, Versöhnungskapelle hll. Klemens und Hubert in Straßhof-Hafning | Pfarrkirche Trofaiach          |
| Vordernberg                     | Trofaiach, St.Peter-Freienstein, Vordernberg                         |        | Mariä Himmelfahrt, 15. August (Kirchweihtag 15. August)                                                         | Pfarrkirche Vordernberg Messkapelle St. Anna im Bürgerspital, Messkapelle Mariazell im Schloss Rötz Kuratbenefizium Hl. Laurentius | Pfarrkirche Vordernberg        |
| Wald am Schoberpaß              | Mautern, Kalwang, Kammern, Wald am Schoberpaß                        | Admont | Hl. Kunigunde, 13. Juli (Kirchweihtag zweiter Sonntag im September)                                             | Pfarrkirche Wald am Schoberpaß Messkapelle Hl. Maria im Liesinggraben (Zur Weinenden Schmerzensmutter) | Pfarrkirche Wald am Schoberpaß |

## Dekanat Leoben
Das Dekanat Leoben umfasst 22 Kirchengemeinden, ein Kuratbenefizium, ein Rektorat, und ein Jugendzentrum, sowie zwei Ordensniederlassungen. Die beiden Ordensniederlassungen sind das Redemptoristenkolleg Leoben und das Konvent Mautern der Grazer Schulschwestern.
Dechanten
- bis 2015 Maximilian Tödtling, Pfarrer von Leoben-St. Xaver
- seit 2016 Clemens Grill (OSB), Pfarrer in Mautern in Steiermark[1]